# Andrej Karattschenja
Andrej Karattschenja (belarussisch Андрэй Каратчэня; englisch Andrei Karatchenia; * 2. Januar 1989 in Minsk) ist ein ehemaliger belarussischer Tennisspieler. Er gewann 2007 den Titel im Juniorendoppel bei den French Open.

## Karriere
Karattschenja spielte bis 2007 auf der ITF Junior Tour. In der Jugend-Rangliste erreichte er mit Rang 28 seine höchste kombinierte Notierung. Er war vor allem im Doppel erfolgreich. Er spielte in seinem letzten Juniorenjahr mit Thomas Fabbiano. Bei Grand-Slam-Turnieren gewannen sie bei den French Open den Titel gegen Kellen Damico und Jonathan Eysseric. Darüber hinaus standen sie in diesem Jahr noch zweimal im Viertelfinale.
Bei den Profis spielte Karattschenja ab 2007 regelmäßig Turniere. Schon 2004 gab er als 15-Jähriger sein Debüt für die belarussische Davis-Cup-Mannschaft im Halbfinale der Davis-Cup-Weltgruppe. Sein nicht mehr für den Ausgang der Begegnung relevante Match gegen Mardy Fish wurde im ersten Satz beim Stand von 0:3 wegen Regens abgesagt. Seine Bilanz in den fünf Begegnungen für sein Land bis 2009 ist 2:4. Jedes Turnier seiner Karriere spielte Karattschenja auf der ITF Future Tour, wo er im Einzel einmal ein Endspiel erreichte und zweimal im Halbfinale ausschied. Im Doppel gewann er 2007 zwei und 2009 einen Future-Titel. Auf der ATP Challenger Tour und ATP Tour gelang ihm keine erfolgreiche Qualifikation. Die höchsten Position in der Tennisweltrangliste gelangen ihm im Einzel mit Platz 576 im Mai 2009, während er im Doppel ein Jahr früher mit Rang 560 am höchsten stand. 2009 beendete er seine Karriere.